# Rabona

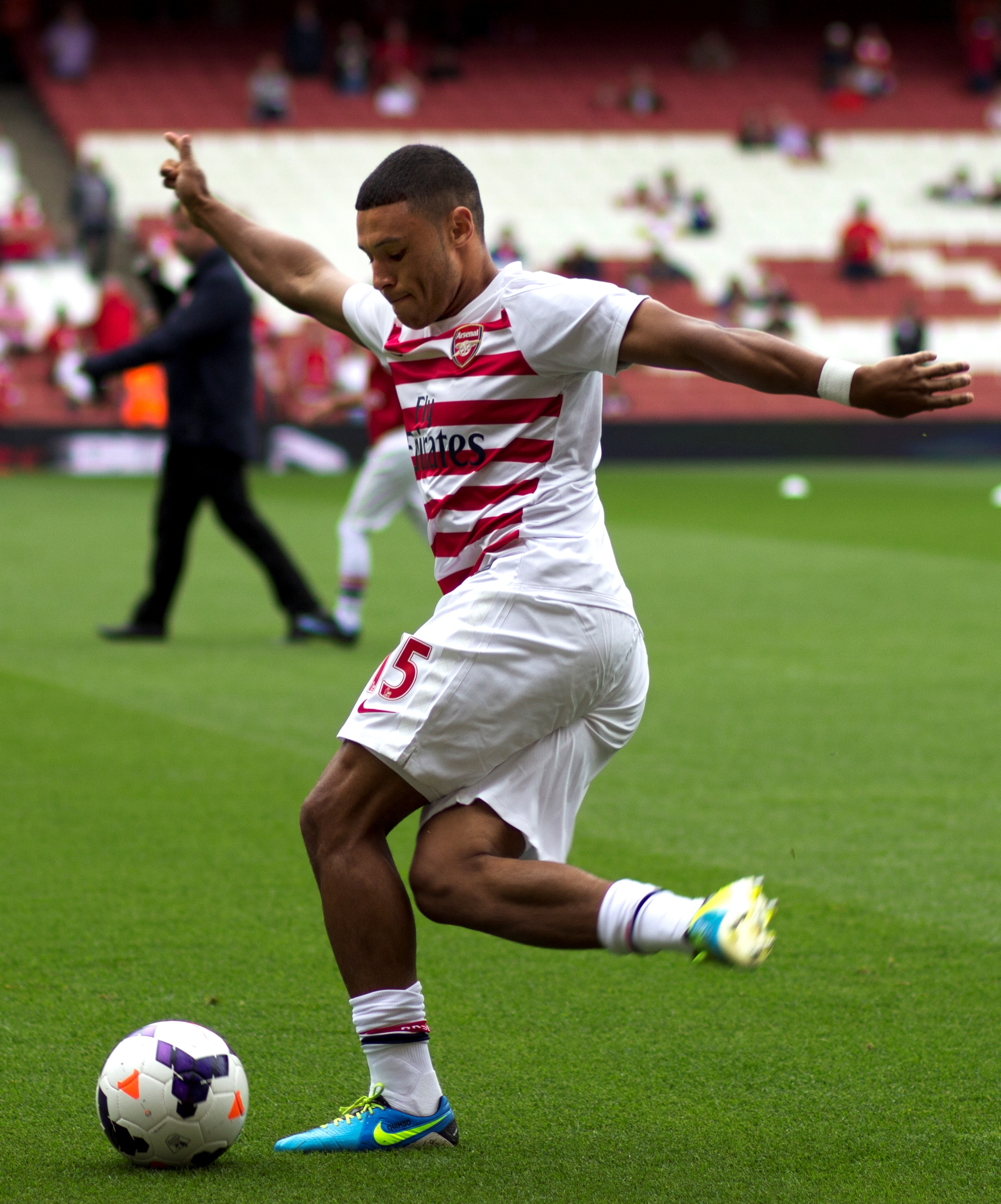
Alex Oxlade-Chamberlain thực hiện một cú rabona trong buổi tập luyện của Arsenal vào năm 2013.

Rabona (còn gọi là Cú đá vắt chéo chân) được cầu thủ Argentina tên là Ricardo Infante  sáng tạo ra trong những năm 40 của thế kỉ XX. Cú Rabona của Infante không được chú ý đến vì lúc đó không có sóng truyền hình và những nhà báo hay phóng viên đưa tin từng trận đấu. Có lẽ vì cú Rabona của Infante ít được chú ý đến nên nhiều người đã tôn vinh Giovanni Roccotelli với một pha xử lý tương tự vào khoảng 30 năm sau, Roccotelli nổi tiếng ngay lập tức khi ông ghi bàn bằng cú Rabona sau đường chuyền của Giacomo Tafuro trong trận đấu giữa Ascoli và Modena vào tháng 1 năm 1978. Các cầu thủ có thể sử dụng kĩ thuật này để sút và chuyền bóng miễn là họ có đủ sự tự tin và táo bạo. Tên gọi Rabona được xuất phát từ một bước nhảy trong vũ điệu Tango của người Argentina.

## Lý do
Có một số lý do khiến một cầu thủ quyết định thực hiện cú đá Rabona. Đầu tiên, nếu một người thuận chân trái đang có bóng ở vị trí chếch sang phải, anh ta sẽ rất khó có thể tung ra một cú dứt điểm theo cách thông thường. Khi đó, một động tác vắt chéo chân trái qua phía sau chân phải sẽ tạo lực và độ chuẩn xác tốt hơn. Thứ hai, khi một cầu thủ đang không di chuyển ở cánh sở trường, nếu muốn thực hiện một đường chuyền, anh ta sẽ tính tới việc sử dụng cú đá Rabona để động tác tạt bóng trở nên mềm mại hơn. Một trong những danh thủ nổi tiếng với những cú chuyền bóng theo kiểu Rabona mê hoặc ở mọi cự li chính là Diego Maradona. Cuối cùng, việc tung ra một cú đá Rabona sẽ giúp các cầu thủ dễ dàng hơn trong việc khiến đối thủ bị mất phương hướng. Tuy nhiên, đôi khi việc thực hiện động tác này chỉ đơn giản là một cơ hội để trình diễn kĩ thuật cá nhân.

## Các cầu thủ
Có một số cầu thủ thậm chí còn làm động tác giả với Rabona. Động tác ban đầu là không có gì khác nhưng động tác chuyền bóng và sút bóng lại là động tác giả, cho phép họ rê qua đối phương. Tính tới thời điểm hiện tại, chỉ có Ronaldinho, Cristiano Ronaldo và Matias Fernandez là ba trong số rất ít cầu thủ có thể thực hiện được kĩ thuật này. Và đương nhiên, khi động tác thực hiện Rabona khó như vậy, thất bại là không thể tránh khỏi và nhiều lúc, cầu thủ sẽ cảm thấy bẽ mặt. Trường hợp của Nick Carle (Australia) và David Dunn (Anh) là một ví dụ. Carle thất bại khi đang thực hiện kĩ thuật này trong trận gặp Uruguay, còn Dunn đã thực hiện kĩ thuật này không thành công ở trận derby giữa Birmingham và Aston Villa, cả hai đều lên mặt báo chỉ bởi vì họ không thực hiện được cú Rabona. Sau này, rất nhiều cầu thủ đã thực hiện thành công cú đá Rabona ít nhất là một lần trong sự nghiệp thi đấu như: Erik Lamela, Roberto Baggio, Ricardo Quaresma, Claudio Borghi, Joe Cole, Zlatan Ibrahimovic, Rivaldo, Joan Capdevila, Alberto Aquilani, Francesco Totti, Didier Drogba, Nashat Akram, Ronaldinho, Cristiano Ronaldo, Ángel Di María, Fernando Torres, Eden Hazard, Philippe Coutinho, Neymar Jr, David Villa...